# Ümit Ülgen
Ümit Ülgen (geboren op 1 september 1973) is een Turkse acteur en beeldend kunstenaar, gevestigd in het Verenigd Koninkrijk. Hij is vooral bekend door zijn vertolking van Mehmet Özdemir, een getroebleerde politieagent, in het politieke drama Exodus uit  2025. Daarnaast heeft hij ook rollen gehad in internationale producties zoals Spectre, Doctor Strange en de BBC-miniserie The Night Manager. 

## Vroege leven en opleiding
Ülgen werd geboren in Ankara, Turkije. Hij verhuisde naar het Verenigd Koninkrijk voor zijn hogere opleiding en studeerde Media Productie aan de Universiteit van Plymouth, waar hij interesse ontwikkelde in zowel acteren als beeldende kunstfotografie.

## Carrière

### Acteren
Ülgen begon met acteren in het begin van de jaren 2010, waarbij hij aanvankelijk kleine rollen speelde in korte films en onafhankelijke producties. Zijn filmdebuut was in de indie-film Different Perspectives (2012).
Later verscheen hij in internationaal erkende producties:
- Spectre (2015): Hij speelde een kleine rol als treinconducteur in de James Bond-film. [4]
- Doctor Strange (2016): Hij vertolkte een mystiek personage genaamd Mater Sol Rama. [5]
- The Night Manager (2016): Hij verscheen als taxichauffeur in één aflevering van de BBC-serie.[6]

Zijn doorbraak kwam met de politieke thriller Exodus uit 2025, waarin hij de hoofdrol speelt als Mehmet Özdemir, een principiële Turkse politieagent die zich staande houdt in een klimaat van onderdrukking na de staatsgreep van 2016. De film werd uitgebracht op 20 juni 2025 (Wereldvluchtelingendag) en kreeg de prijs voor Beste Dramafilm op het London Independent Film Festival. 

### Fotografie
Ülgen heeft interesse getoond in beeldende kunstfotografie, hoewel er weinig publieke documentatie beschikbaar is over zijn werk of tentoonstellingen.

## Filmografie

### Film
| Jaar | Titel                       | Rol             | Notities                                      |
| ---- | --------------------------- | --------------- | --------------------------------------------- |
| 2012 | Verschillende perspectieven | Kapitein Jarvis | Korte film                                    |
| 2015 | Spook                       | Treinbegeleider | Ondergeschikte rol                            |
| 2016 | Dokter Strange              | Zon Rama        | Meester van de mystieke kunsten van Kamar-Taj |
| 2025 | Exodus                      | Mehmet Özdemir  | Hoofdrol                                      |

### Televisie
- De Nachtmanager (2016) – Taxichauffeur